# Schermerhorn
Schermerhorn (52° 36′ N, 4° 53′ L) é uma cidade dos Países Baixos, na província de Holanda do Norte. Schermerhorn pertence ao município de Alkmaar, e está situada a 9 km, a sul de Heerhugowaard.
Em 2001, a cidade de Schermerhorn tinha 874 habitantes. A área urbana da cidade é de 0.17 km², e tem 360 residências.
A área de Schermerhorn, que também inclui as partes periféricas da cidade, bem como a zona rural circundante, tem uma população estimada em 1120 habitantes.